# Maghiarii din Slovacia
     50-100%
     10-50%
     0-10%

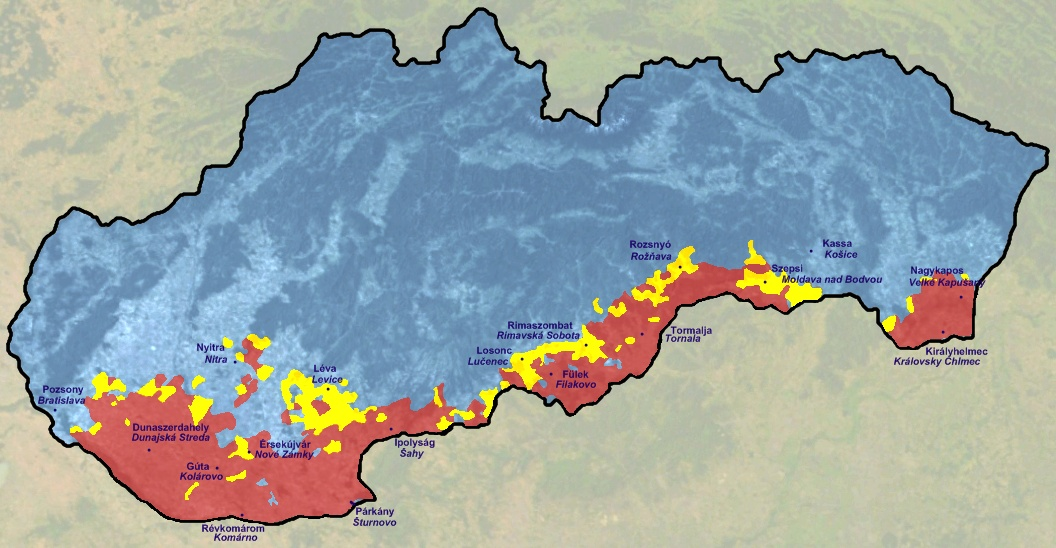
Maghiarii din Slovacia (recensământul din 2001)
50-100%
10-50%
0-10%

Maghiarii din Slovacia constituie cea mai importantă minoritate etnică a Slovaciei. La recensământul din 2011 au fost înregistrate 458.467 de persoane de etnie maghiară (8,5% din totalul populației), în timp ce 508.714 de persoane (9,4% din populație) au declarat maghiara ca limbă maternă.

## Personalități
- Balázs Borbély (n. 1979), fotbalist
- Béla Bugár (n. 1958), vicepreședinte al Parlamentului Slovac
- Edit Bauer (n. 1946), eurodeputat
- Tamás Priskin (n. 1986), fotbalist